# Sonate voor cello en piano nr. 2 (Schnittke)
Alfred Schnittke componeerde zijn Sonate voor cello en piano nr. 2 in 1993/1994.
In vergelijking met zijn eerste cellosonate heeft er een opmerkelijke stijlverandering plaatsgevonden. Schnittke moest na een aantal beroerten een nieuwe weg vinden in zijn muziekleven. Deze sonate klinkt geheel verstild; Schnittke probeert met minimale middelen maximale expressiviteit te verkrijgen. De cello is daar een uitgelezen instrument voor; het instrument is uitermate geschikt voor een gevoelspalet waarin alles zit, van uiterst pessimistisch tot optimisme. De verstilling is erg merkbaar in het eerste deel; de pianist hoeft daarin maar één toon aan te slaan, de C. Even later klinkt het als kamermuziek van Anton Webern, ook een specialist in verstilde composities.

## Delen
1. Senza tempo;
2. Allegro;
3. Largo;
4. Allegro;
5. Lento.

De compositie duurt een kwartier.